# باول ألير
باول ألير (بالإنجليزية: Paul Allaire)‏ هو شخصية أعمال أمريكي، ولد في 21 يوليو 1938.

## وصلات خارجية
- باول ألير على موقع أوليمبيديا (الإنجليزية)

- باول ألير على موقع مونزينجر (الألمانية)
- باول ألير على موقع إن إن دي بي (الإنجليزية)